# Wereldkampioenschappen zwemmen 2011 – 400 meter vrije slag vrouwen
De 400 meter vrije slag vrouwen op de wereldkampioenschappen zwemmen 2011 vond plaats op 24 juli 2011, series en finale. Omdat het zwembad waarin de wedstrijd gehouden werd 50 meter lang is, bestond de race uit acht baantjes. Na afloop van de series kwalificeerden de  snelste acht uit de series zich voor naar de finale. Regerend wereldkampioene was Federica Pellegrini uit Italië.

## Podium
| Goud                | Goud | Zilver            | Zilver | Brons          | Brons |
| ------------------- | ---- | ----------------- | ------ | -------------- | ----- |
| Federica Pellegrini | ITA  | Rebecca Adlington | GBR    | Camille Muffat | FRA   |

## Records
Voorafgaand aan het toernooi waren dit het wereldrecord en het kampioenschapsrecord
| Wereldrecord en Kampioenschapsrecord | Federica Pellegrini | 3.59,15 | Rome | 26 juli 2009 |

## Uitslagen

### Series
| Rang | Naam                     | Land                 | Tijd    | Serie | Baan | Bijz. |
| ---- | ------------------------ | -------------------- | ------- | ----- | ---- | ----- |
| 1    | Federica Pellegrini      | Italië               | 4.04,76 | 4     | 4    | Q     |
| 2    | Camille Muffat           | Frankrijk            | 4.05,62 | 3     | 4    | Q     |
| 3    | Lauren Boyle             | Nieuw-Zeeland        | 4.05,86 | 5     | 2    | Q     |
| 4    | Lotte Friis              | Denemarken           | 4.06,31 | 3     | 6    | Q     |
| 5    | Kylie Palmer             | Australië            | 4.06,38 | 5     | 5    | Q     |
| 6    | Melanie Costa            | Spanje               | 4.07,02 | 4     | 6    | Q     |
| 7    | Rebecca Adlington        | Verenigd Koninkrijk  | 4.07,38 | 5     | 4    | Q     |
| 8    | Katie Hoff               | Verenigde Staten     | 4.07,93 | 5     | 3    | Q     |
| 9    | Chloe Sutton             | Verenigde Staten     | 4.08,22 | 3     | 5    |       |
| 10   | Shao Yiwen               | China                | 4.08,42 | 3     | 3    |       |
| 11   | Bronte Barratt           | Australië            | 4.08,62 | 4     | 5    |       |
| 12   | Andreina Pinto           | Venezuela            | 4.08,80 | 5     | 1    |       |
| 13   | Barbara Jardin           | Canada               | 4.08,81 | 4     | 7    |       |
| 14   | Boglárka Kapás           | Hongarije            | 4.09,15 | 3     | 2    |       |
| 15   | Jazmin Carlin            | Verenigd Koninkrijk  | 4.09,64 | 4     | 3    |       |
| 16   | Samantha Cheverton       | Canada               | 4.09,81 | 5     | 7    |       |
| 17   | Camelia Potec            | Roemenië             | 4.10,36 | 4     | 2    |       |
| 18   | Wendy Trott              | Zuid-Afrika          | 4.10,57 | 3     | 7    |       |
| 19   | Nina Rangelova           | Bulgarije            | 4.12,38 | 2     | 4    |       |
| 20   | Charetzeni Escobar       | Mexico               | 4.13,38 | 4     | 1    |       |
| 21   | Anna Stylianou           | Cyprus               | 4.15,46 | 4     | 8    |       |
| 22   | Daryna Zevina            | Oekraïne             | 4.15,65 | 2     | 5    |       |
| 23   | Song Wenyan              | China                | 4.16,26 | 5     | 6    |       |
| 24   | Sycerika McMahon         | Ierland              | 4.16,44 | 2     | 2    |       |
| 25   | Julia Hassler            | Liechtenstein        | 4.17,61 | 2     | 6    |       |
| 26   | Virginia Bardach         | Argentinië           | 4.18,57 | 2     | 3    |       |
| 27   | Cecilie Johannessen      | Noorwegen            | 4.18,84 | 3     | 1    |       |
| 28   | Katarina Filova          | Slowakije            | 4.21,14 | 2     | 8    |       |
| 29   | Samantha Arevalo         | Ecuador              | 4.21,84 | 1     | 7    |       |
| 30   | Alexia Benitez           | Spanje               | 4.22,59 | 3     | 8    |       |
| 31   | Daniela Kaori Miyahara   | Peru                 | 4.23,33 | 1     | 5    |       |
| 32   | Kim Ga-eul               | Zuid-Korea           | 4.23,94 | 5     | 8    |       |
| 33   | Andrea Cedron            | Peru                 | 4.25,06 | 1     | 4    |       |
| 34   | Shahd Osman              | Egypte               | 4.26,35 | 2     | 1    |       |
| 35   | Benjaporn Sriphanomthorn | Thailand             | 4.29,65 | 2     | 7    |       |
| 36   | Victoria Chentsova       | Noordelijke Marianen | 5.18,67 | 1     | 6    |       |
| 37   | Jennet Saryyeva          | Turkmenistan         | 5.41,09 | 1     | 2    |       |
|      | Victoria Ho              | Jamaica              |         | 1     | 3    | DNS   |

### Finale
| Rang   | Naam                | Land                | Tijd    | Baan | Bijz. |
| ------ | ------------------- | ------------------- | ------- | ---- | ----- |
| Goud   | Federica Pellegrini | Italië              | 4.01,97 | 4    |       |
| Zilver | Rebecca Adlington   | Verenigd Koninkrijk | 4.04,01 | 1    |       |
| Brons  | Camille Muffat      | Frankrijk           | 4.04,06 | 5    |       |
| 4      | Kylie Palmer        | Australië           | 4.04,62 | 2    |       |
| 5      | Lotte Friis         | Denemarken          | 4.04,68 | 6    |       |
| 6      | Lauren Boyle        | Nieuw-Zeeland       | 4.06,11 | 3    |       |
| 7      | Katie Hoff          | Verenigde Staten    | 4.08,22 | 8    |       |
| 8      | Melanie Costa       | Spanje              | 4.09,66 | 7    |       |